# Robert Ganzoni
Robert Corrado Ganzoni (* 7. September 1884 in Celerina/Schlarigna; † 20. Juni 1963 ebenda; reformiert; heimatberechtigt in Celerina) war ein Schweizer Rechtsanwalt und Politiker (FDP).

## Leben
Robert Ganzoni wurde am 7. September 1884 in Celerina/Schlarigna als Sohn des Landwirts Robert Antoni Ganzoni geboren. Nach dem Besuch der Dorfschule in Celerina legte Ganzoni die Matura an der Kantonsschule Chur ab, anschliessend widmete er sich einem Studium der Rechte in Deutschland, bevor er an der Universität Bern promovierte. Im Anschluss war er als Anwalt in Celerina tätig.
In der Folge war Ganzoni für die Freisinnig-Demokratische Partei politisch aktiv. Er sass zunächst von 1921 bis 1926 im Bündner Grossen Rat, anschliessend leitete er von 1927 bis 1935 im Kleinen Rat das Erziehungs- und Sanitätsdepartement.
Nach seinem Ausscheiden aus der Regierung kehrte Ganzoni nach Celerina zurück, wo er wieder als Anwalt sowie als Präsident des Bezirksgerichtes Maloja wirkte. Zusätzlich war er von 1937 bis 1945 als Redaktor beim Fögl d’Engiadina beziehungsweise beim Fögl Ladin beschäftigt. Überdies präsidierte er von 1935 bis 1955 die Società Retorumantscha sowie von 1943 bis 1945 die Bündner FDP.
Ganzonis besonderes Engagement galt der Anerkennung des Rätoromanischen als vierter Landessprache sowie dem Schutz der Oberengadiner Seenlandschaft.
Robert Ganzoni war mit Ulrica, der Tochter des Kaufmanns Richard Campell, verheiratet. Er verstarb am 20. Juni 1963 im 79. Lebensjahr in Celerina/Schlarigna.

## Werk
- Die Verträge der Ehegatten mit Dritten und unter sich nach schweizerischem Zivilgesetzbuch verglichen mit dem Privatrecht von Graubünden, unter Ausschluss des Ehevertrages. 1915.